# Castelgrande (Basilikata)
Castelgrande ist eine italienische Gemeinde (comume) mit 807 Einwohnern (Stand am 31. Dezember 2023) in der Provinz Potenza, Region Basilikata.

## Geographie
Castelgrande liegt 57 km nordwestlich der Provinzhauptstadt Potenza im Lukanischen Apennin auf einer Höhe von 950 m s.l.m. Die Nachbargemeinden sind Laviano (SA), Muro Lucano, Pescopagano, Rapone und San Fele.
Der Ort wurde am 8. September 1694 durch ein Erdbeben vollständig zerstört.